# Conxita Garcia i Melgarejo
Conxita Garcia i Melgarejo (Barcelona, 1958), directora de cor i orquestra catalana, fou la directora del Cor del Gran Teatre del Liceu entre 2015 i 2021. Posteriorment va ser nomenada adjunta a la direcció musical a la mateixa institució.

## Biografia[calcitació]
Nascuda a Barcelona, realitzà els estudis musicals al Conservatori Superior Municipal de Música de Barcelona i es graduà en direcció d'orquestra, direcció de cor i cant. En direcció coral va ser alumna del mestre Enric Ribó i en direcció d'orquestra de Salvador Mas. A més, en el camp de la direcció és deixeble, entre d'altres, de Pierre Cao, Erwin List, Simon Johnson, Eliane Lavail, Maria Blasco, Manuel Cabero, Jos Wuytack i Helmut Rilling.
Ha estat membre de diverses formacions cambrístiques i ha actuat com a soprano solista. Va ser directora-fundadora del Cor Jove de l'Orfeó Català i del Cor de Cambra Discantus de Barcelona. També ha dirigit la Coral Celístia de Barcelona, l'Orfeó Joventut Terrassenca (Terrassa) i el Cor dels Amics de l'Òpera de Girona i ha estat sotsdirectora de l'Orfeó Català. al 2015 va ser nomenada directora titular del Cor del Gran Teatre del Liceu , del qual ja n'havia estat mestra assistent des de 2002. El 2021 passà a ser adjnta a la Direcció Musical del Teatre. La seva tasca com a directora s'ha projectat en nombroses actuacions per les millors sales d'arreu d'Europa i en nombrosos enregistraments.
Fou presidenta de la Federació de Corals Joves de Catalunya, amb qui va ser guardonada amb el Premi Nacional de Cultura de la Generalitat de Catalunya (1994), i responsable tècnica del Moviment Coral Català. També ha col·laborat com assessora musical a Televisió de Catalunya.
En el camp de la docència, desenvolupa una important tasca pedagògica en cursos internacionals de direcció coral i ha estat membre de nombrosos jurats. Ha impartit cursos per a l'Institut de Ciències de l'Educació de la Universitat de Barcelona i ha estat membre del Consell Tècnic Assessor del Departament de Cultura de la Generalitat de Catalunya, on ha ofert també diversos cursos de formació.

## Agrupacions corals dirigides[calcitació]
- Coral Celístia, directora (1981-1987)
- Orfeó Joventut Terrassenca, directora (1983-1986)
- Cor Jove de l'Orfeó Català, directora-fundadora (1986-2003)
- Cor de cambra Discantus, directora-fudnadora (1987-?)
- Orfeó Català, sots-directora (1989-1998)
- Macro-coral Santa Cecília, directora (1995-2005)
- Cor del Gran Teatre del Liceu, mestra assistent (2002-15) i directora (2015-2021)